# Capitulações do Império Otomano
As capitulações do Império Otomano foram uma série de contratos assinados entre o Império Otomano e as potências européias, particularmente a França. As capitulações turcas, ou ahdnames, eram geralmente ações bilaterais, pelas quais acordos definitivos eram encaminhados por cada uma das partes, em vez de meras concessões.
As capitulações turcas foram concessões feitas por sucessivos sultões otomanos às nações cristãs, conferindo-lhes direitos e privilégios em troca da permissão de seus cidadãos para residir e efetuar comércio nos domínios otomanos, seguindo a mesma política do Império Bizantino em relação aos Estados europeus.